# عثمان العثمان
عثمان بن رمزي بن جاسم العثمان، هو لاعب كرة قدم سعودي يلعب كلاعب جناح في نادي الفتح ولاعب في منتخب السعودي الأولمبي.

## روابط خارجية
- عثمان العثمان على موقع Soccerway.com (الإنجليزية)